# 제이미 킹
제이미 킹(Jaime King, 1979년 4월 23일 ~ )은 미국의 배우이다. 어릴적 별칭이던 제임스 킹(James King)을 사용하기도 한다.

## 출연 작품
- 진주만
- 이스케이프 플랜 2: 하데스